# Lamellicorne
 (mai 2025).
Si vous disposez d'ouvrages ou d'articles de référence ou si vous connaissez des sites web de qualité traitant du thème abordé ici, merci de compléter l'article en donnant les références utiles à sa vérifiabilité et en les liant à la section « Notes et références ».
Les lamellicornes est un taxon d'une ancienne classification des insectes[évasif].
Le taxon définissait une famille de coléoptères ayant des antennes (« cornes ») composées d'une dizaine d'articles aplatis formant des lamelles.
Parmi les familles actuelles, cette classification comprenait les carabéidés et les cétoniidés.